# Euclimacia fusca
Euclimacia fusca is een insect uit de familie van de Mantispidae, die tot de orde netvleugeligen (Neuroptera) behoort. 
Euclimacia fusca is voor het eerst wetenschappelijk beschreven door Stitz in 1913.